# Fujiwara no Sadayori
Fujiwara no Sadayori (Nhật: 藤原定頼 (Đằng Nguyên, Định Lại) 995-1045) là nhà thơ waka Nhật Bản sống vào giữa thời kỳ Heian. Một trong những bài thơ của ông nằm trong tập thơ nổi tiếng Ogura Hyakunin Isshu.

## Tiểu sử
Ông là con trai trưởng của Fujiwara no Kintō (tác giả bài thơ số 55 trong tập Ogura Hyakunin Isshu) và là cháu của Thiên Hoàng Murakami bên đàng ngoại. Ông nổi tiếng thơ hay, chữ đẹp và có quan hệ thân thiết với Koshikibu no Naishi (tác giả bài thơ số 60).
Ông trông coi các vấn đề quân sự trước khi được thăng lên chức Gon Chūnagon ( Quan Quyền Trung Nạp Ngôn).

## Thơ Thơ Quyền Trung Nạp Ngôn Sadayori
4 bài thơ của ông nằm trong tập thơ Nijūichidaishū (二十一代集 (Nhị Thập Nhất Đại Tập)) và ông là một trong Ba mươi sáu ca tiên.
Đây là bài thơ được đánh số 64 trong tập thơ Ogura Hyakunin Isshu do Fujiwara no Teika biên tập:
| Nguyên văn:                                                | Phiên âm:                                                          | Dịch thơ: | Diễn ý: |
| ---------------------------------------------------------- | ------------------------------------------------------------------ | --- | --- |
| 朝ぼらけ 宇治の川霧 たえだえに あらわれわたる 瀬瀬の網代木 | Asaborake Uji no kawagiri Taedae ni Araware wataru Seze no ajirogi | Ngày thức giấc trên sông, Xua màn sương mịt mùng. Thấp thoáng ven dòng nước, Hàng nơm đơm cá đông. (ngũ ngôn) Sớm mai, sương phủ mờ sông, Nơm ai kiếm cá mùa đông bên dòng. (lục bát) | Trời vừa hừng hừng sáng, Qua màn sương đầu đông giăng trên mặt sông Uji. Thấp thoáng đâu đây bên những chỗ nước cạn, Mấy cọc cây ai đặt nơm (lưới tre) đơm cá. |

### Xuất xứ
Senzai Wakashū ( Thiên Tải Tập) thơ mùa Đông, bài 420.

### Hoàn cảnh sáng tác
Theo lời bình trong tập Senzai Wakashū, tác giả đã làm bài thơ trên đường đi Uji. Khu vực này là nơi phong cảnh thanh u, có nhiều trang viện của quý tộc trong triều đình Heian (xem bài số 8). Phong cảnh mùa đông trong vùng với những hàng cây cọc giăng nơm đơm cá (ajirogi) nên thơ đã được ghi lại trong các tập nhật ký như Kagerô hay Sarashina. Dĩ nhiên có nhiều thơ vịnh về nó nhưng mô tả được toàn thể cảnh vật chắc phải là mười chương cuối nói về đất Uji (Uji Juujō) trong Truyện kể Genji. Lồng vào đấy là không khí trữ tình của những buổi sáng"chia áo" từ giã, soi bóng trên sông, giữa các chàng Niou no Miya, Kaoru và các nàng Agemaki, Kozeri và Ukifune.

### Đề tài
Cảnh những hàng cọc đặt nơm bắt cá che khuất trong sương đông buổi sớm mai trên sông Uji.
Buổi sáng một ngày chớm đông, lớp sương trắng phủ kín mặt sông bắt đầu tan loãng để lộ những cọc cắm nơm đơm cá là một quang cảnh thi vị như thấy qua một bức tranh thủy mặc.
Con sông Uji nói đến ở đây phát xuất từ phía nam hồ Biwa. Một khúc được gọi là Seta, trước khi qua Kyōto đã hợp lưu với các sông Kizu, Katsura và đoạn này mang tên là sông Uji. Nó rất quen thuộc với người dân ở Kyōto vì là con đường đi hành hương bằng đường thủy của họ đến đền Hatsuse.
Se tức là lạch hay chỗ cạn của khúc không. Còn ajirogi chỉ những cọc cây cắm thành hàng ở trên lạch để giữ những nơm (hay lưới tre) đơm cá hio (băng ngư), loại cá ayu.
Chữ ajorigi đặt ở cuối câu theo kỹ thuật taigendome nhằm tập trung tất cả ấn tượng của bài thơ vào trong một chữ chủ chốt.

## Đường dẫn bên ngoài
- McMillan, Peter. Năm 2010 (Bản in đầu, Năm 2008). Một Trăm Nhà Thơ, Mỗi Vị Một Thơ. New York: Nhà xuất bản Đại Học Columbia.
- Suzuki Hideo, Yamaguchi Shin'ichi, Yoda Yasushi. Năm 2009 (Bản in đầu, Năm 1997). Genshoku: Ogura Hyakunin Isshu. Tokyo: Bun'eidō.
- Một trăm bài thơ Nhật Bản cổ (Hyakunin-isshu), biên dịch bởi by William N. Porter, 1909, tại trang sacred-texts.com
- Ogura Hyakunin Isshu, biên dịch bởi chimviet.free.fr Lưu trữ ngày 22 tháng 12 năm 2016 tại Wayback Machine